# Sheila Echols
Sheila Ann Echols (Memphis, 2 de outubro de 1964) é uma ex-atleta velocista e campeã olímpica norte-americana.
Conquistou a medalha de ouro em Seul 1988 integrando o revezamento 4x100 m junto com Evelyn Ashford, Florence Griffith-Joyner e Alice Brown. Também uma saltadora de nível internacional, competiu no salto em distância nestes Jogos e em Barcelona 1992, onde ficou em sétimo lugar com a marca de 6,62 m. Seu maior sucesso individual veio na Copa do Mundo de Atletismo em 1989, quando conquistou o ouro nos 100 m derrotando a então campeã mundial dos 100 e 200 m, Silke Möller, da Alemanha Oriental.
Suas melhores marcas são 100 m – 10s83 (1988) e salto em distância – 6,94 m (1987).